# Ада Карійська
Ада I Карійська (*Ἄδα бл. 377 до н. е. — 326 до н. е.) — цариця Карії у 344—340 та 334—326 роках до н. е.

## Життєпис
Походила з династії Гекатомнідів. Молодша донька карійського династа Гекатомна. Після смерті старшої сестри Артемісії III у 351 році до н. е. вийшла заміж за рідного брата Ідріея, який став новим царем Карії та тираном Галікарнасу.
Після смерті чоловіка у 344 році до н. е. стає новою правителькою Карії. Намагалася дотримуватися дружніх відносин з перським царем царів Дарієм III. У 340 році до н. е. була повалена її молодшим братом Піксодаром.
Після смерті останнього в 335 році до н. е. володарем Карії став її зять Оронтобат, який спирався на допомогу перського царя. Коли в 334 році до н. е. Олександр Македонський вдерся до Карії, Ада захопила фортецею Алінда і командувала місцевою залогою.
Користуючись навалою македонських військ, Ада вела переговори з Александром Македонським стосовно підтримки його карійцями взамін на її повернення на трон. Водночас вона запропонувала стати названою матір'ю Александра, що за карійськими законами робило його законним спадкоємцем карійського трону.
Ада надала істотну допомогу македонянам під час їхньої війни з Оронтобатом і Мемноном (грецьким найманцем персів), які готувалися захистити Галікарнас. Завдяки вдалим діям Ади або її військовим очільникам вдалося захопити акрополь столиці Карії. Хоча Оронтобату і Мемнону вдалося піти морем, Ада 334 року до н. е. повернулася на трон в Галікарнасі.
Ада I зберігала вірність династії Аргеадів, спокійно панувала до самої смерті у 326 році до н. е. Після цього її землі було успадковано Александром Македонським, який призначив сатрапом Карії військовика Філоксена. Нині рештки карійської правительки перебувають в Археологічному музеї Бодрума.

## Родина
Чоловік — Ідріей
Діти:
- Ада II, дружина Оронтобата, царя Карії